# Li Xiang
Li Xiang (China, 1978) es una arquitecta china especializada en integrar el estilo de arquitectura clásica occidental postmoderna en el lenguaje compositivo simbólico oriental. Dirige el estudio X+Living Architectural Design en Shanghái.

## Trayectoria
Xiang estudió arquitectura en la universidad de Tongji de Shanghái y tras trabajar en varios estudios de arquitectura, en 2011 creó su propia oficina, X+Living Architectural Design con sede en Shanghái desde la que ha realizado proyectos en toda la República Popular China. Como Directora ejecutiva (CEO) de X + Living desde 2011, Xiang ha formado su propio equipo de diseño, un equipo en evolución que trabaja integrando arte, moda y negocios. Desde sus trabajos iniciales Xiang se dedicó al diseño de interiores como arquitecta, trabajando en varios campos. Desarrolló proyectos y obras de diseño para centros comerciales, centros culturales, locales de comercio minorista, hoteles y otras industrias. El estudio X+Living anteriormente se llamó XL-MUSE.
Entre los proyectos ejecutados por Xiang destacar el hotel de 2015, Ripple Hotel-Qiandao LakeHangzhou en China, la librería (Zhongshuge) ejecutada en 2019 en Chongqing Zhongshuge, la librería Yangzhou Zhongshuge, en la ciudad de Zhen Yuan, o el proyecto de 2020 Chengdu Zhongshuge.
La arquitecta Xiang fue la primera diseñadora china invitada como miembro del jurado de los Frame Awards, los premios mundiales para diseño de interiores.

## Obras seleccionadas

### Ripple Hotel
Hotel realizado en 2015 en Qiandao LakeHangzhou para la empresa Chian Union Developing Group (UDC) en colaboración con el equipo de diseño de Li Xiang: Fan Chen, Liu Huan, Tong Ni-Na, Zheng Min-Ping, previamente componentes de XL-MUSE. Ocupa un área de 3300 m² situado en el Lago Qiandao, en Hangzhou. Cuenta con 27 habitaciones y los trabajos duraron 7 meses hasta enero de 2015.

### Librería Chongqing
Este proyecto de 2019 en Chongqing es una librería Zhongshuge situada en una de las ciudades del interior de China, con montañas y los ríos más grandes del mundo. Chongqing es una ciudad que desde la antigüedad ha atraído a muchos escritores y calígrafos, con numerosos sitios históricos. La librería se ubica en el tercer y cuarto piso de la plaza Zodi, Yangjiaping, el Chongqing Zhongshuge, un edificio con una sencilla fachada de vidrio cubierta con texto.

### Librería Chengdu
Chengdu Zhongshuge contó con Li Xiang como directora del equipo de diseño de X + Living para esta Librería de 1000㎡ situada en Chengdu. Las obras finalizaron en mayo de 2017. Xiang retomó los poemas del gran poeta Du Fu a la memoria de Chengdu "Pocos visitantes vienen a mi cabaña con techo de paja que está en el oeste del puente Wanli, pero tomo las cosas como están y acompañada por el estanque Baihua" para el diseño de esta librería.
El proyecto está ubicado en el Centro Yintai en la Avenida Chengdu Tianfu. Tomando la escalera mecánica del centro comercial hasta la planta cuarta, llegamos a Zhongshuge: un muro cortina de texto es lo que vemos a primera vista. La cultura Shu se materializa en el muro cortina de texto. Después del muro cortina hay un espacio lleno de "estanterías de libros en forma de bambú". La pared utiliza la forma de estantería estable de Zhongshuge, junto a unas pequeñas mesas en el suelo que parecen "brotes de bambú".
Este "bosque de bambú" es el área de los niños, que simula la jungla. Los molinos de viento y los pandas se esconden detrás del bosque de bambú. Setas por el paseo marítimo, para proteger a los niños que leen libros a su lado. La pared de ladrillo rojo, en el lado izquierdo del "bosque de bambú" es el lugar más distintivo de este Zhongshuge. Los asientos de descanso y los bancos se dispersan junto a la ventana francesa, con la opción de probar una taza de té mientras se lee un libro. Subiendo las escaleras, con libros dispersos en diferentes alturas, se puede caminar o sentarse, y se llega a la sala de conferencias.

## Reconocimientos
- 2017 Premios Andrew Martin  - Diseñadora de interiores internacional del año
- 2018 Premios de diseño de bares y restaurantes del Reino Unido - Mejor diseño de restaurante
- 2018 Premios Frame: diseñador del año.
- 2018 y 2019 Premios Prix Versailles - Premio especial al interior
- 2019 The Golden A Design Awards - Premio de oro (dos premios)